# Topiaria

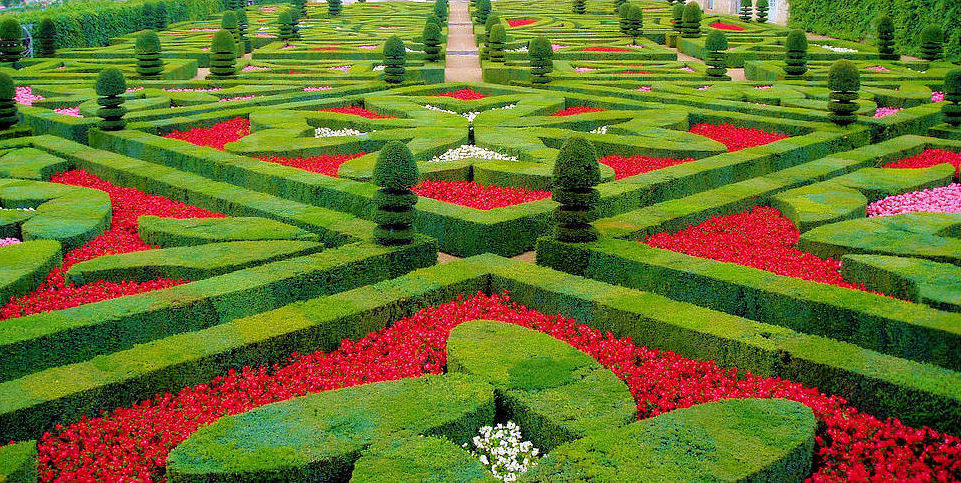
Arte de topiaria en los jardines de Villandry (Francia).

El arte de la topiaria es una práctica hortícola y de jardinería que consiste en dar formas artísticas a las plantas mediante el recorte con tijeras de podar. El nombre deriva de la palabra latina topiarius, 'jardinero-paisajista ornamental', creador de topia o 'lugares', una palabra griega que los romanos aplicaron también a los paisajes pintados ejecutados al fresco.
La práctica consiste en entrenar plantas perennes cortando el follaje o ramitas de árboles, arbustos o subarbustos para desarrollar y mantener formas claramente definidas, ya sean geométricas o imaginativas. El término también se refiere a plantas que han sido moldeadas de esta manera. Como forma de arte, es un tipo de escultura viviente. 
Las plantas que se utilizan en la topiaria son de hoja perenne, en su mayoría leñosas, tienen hojas pequeñas o acículas, producen un follaje denso y tienen hábitos de crecimiento compactos y/o columnares. Las especies más comunes usadas en la topiaria incluyen cultivares de boj común (Buxus sempervirens), arborvítae o tuyas (especies de Thuja), laureles (especies de Laurus nobilis) , acebos (especies de Ilex), mirtos (especies de Eugenia o Myrtus), tejos (especies de Taxus) y alheñas (especies de Ligustrum). En la topiaria moderna a veces se emplean jaulas de alambre con forma para guiar a las tijeras de podar sin necesidad de recibir instrucción, pero la topiaria tradicional depende de la paciencia y de una mano firme. Es posible usar hiedra de hojas pequeñas para cubrir una jaula y dar el aspecto de un topiario en cuestión de pocos meses. Los setos son una forma sencilla de topiario que se utiliza para crear límites, paredes o pantallas.

## Historia
Su origen se encuentra en la jardinería de los romanos. La obra Historia natural de Plinio el Viejo y el escritor de epigramas Marcial le atribuyen a Gayo Macio, perteneciente al círculo de Julio César, la introducción del primer topiario en los jardines romanos. Plinio el Joven describe en una carta las elaboradas figuras de animales, inscripciones, cifrados y obeliscos en plantas recortadas en su villa toscana (Epístola VI, a Apolinar). Dentro del atrio de una casa o villa romana, un lugar que antes había sido bastante sencillo, el arte del topiarius produjo un paisaje en miniatura (topos) que podría emplear el arte de los árboles atrofiados, también mencionado, despectívamente, por Plinio (Historia Naturalis, XII.6).

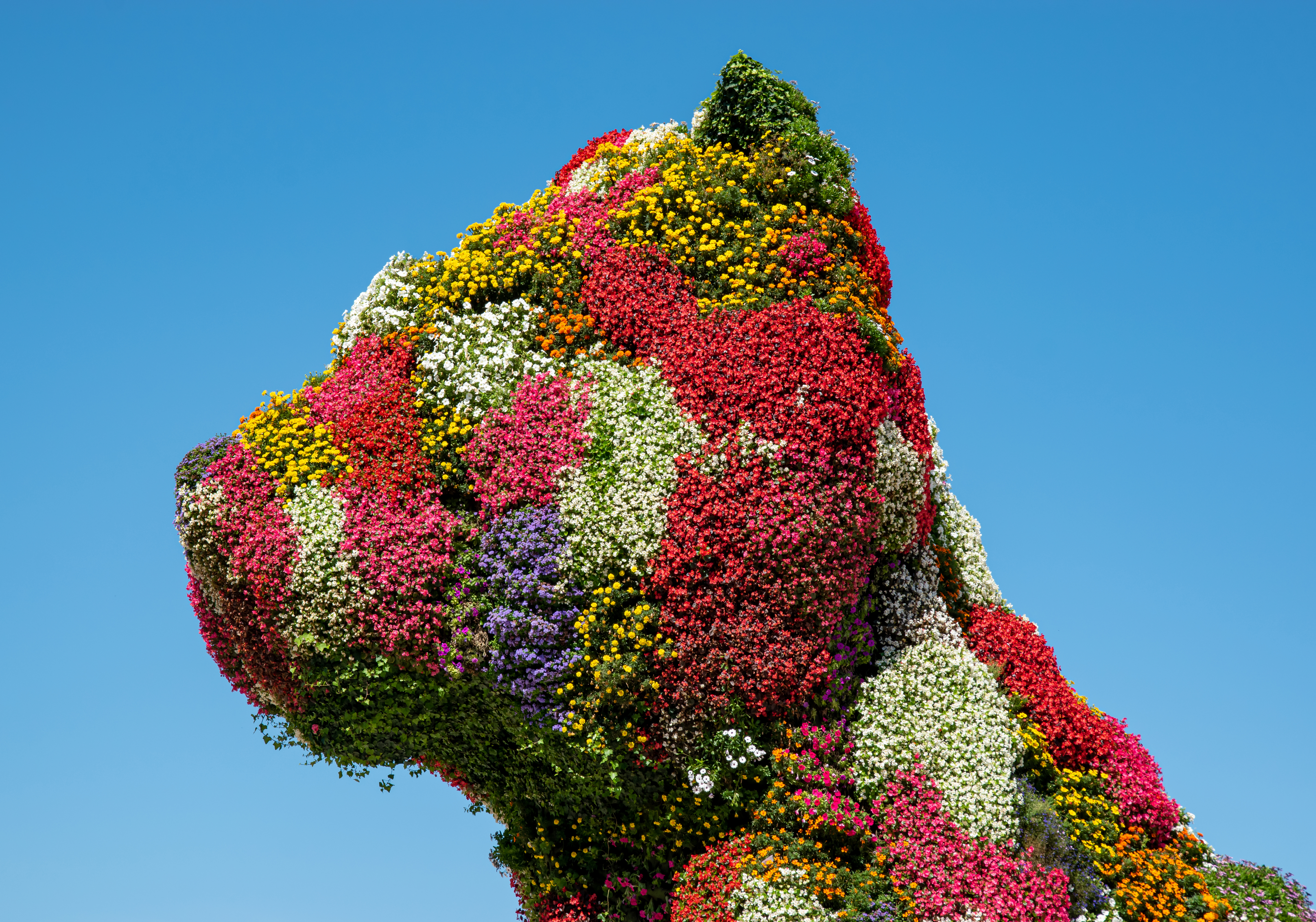
Puppy es una icónica escultura floral situada en el exterior del Museo Guggenheim de Bilbao.

Continuó durante el Renacimiento italiano, llegando a alcanzar su punto culminante con André Le Nôtre, diseñador de los jardines de Versalles en 1662, que dio a las plantas (principalmente al boj) formas cónicas y piramidales.
En el estilo de los jardines del periodo victoriano en la Inglaterra del siglo XIX, las formas utilizadas en el arte topiaria eran esferas, medias lunas, rombos, corazones, arcos y mariposas.

## Técnica
Para dar la forma deseada a una planta se necesitan normalmente unos cuantos años de intervenciones, que consisten, entre otras técnicas, en utilizar muelles y armazones metálicos para guiar el crecimiento y darle formas que de otro modo no se podrían conseguir.
Algunas de las especies vegetales utilizadas, además del boj, son las de los géneros Ligustrum, Lantana, Lonicera (madreselva), Hedera (hiedra), Prunus laurocerasus (laurel cerezo), el ciprés y el romero. Últimamente se utiliza también Ilex crenata, tanto por ser resistente a las plagas, como por su lento crecimiento.

## Galería

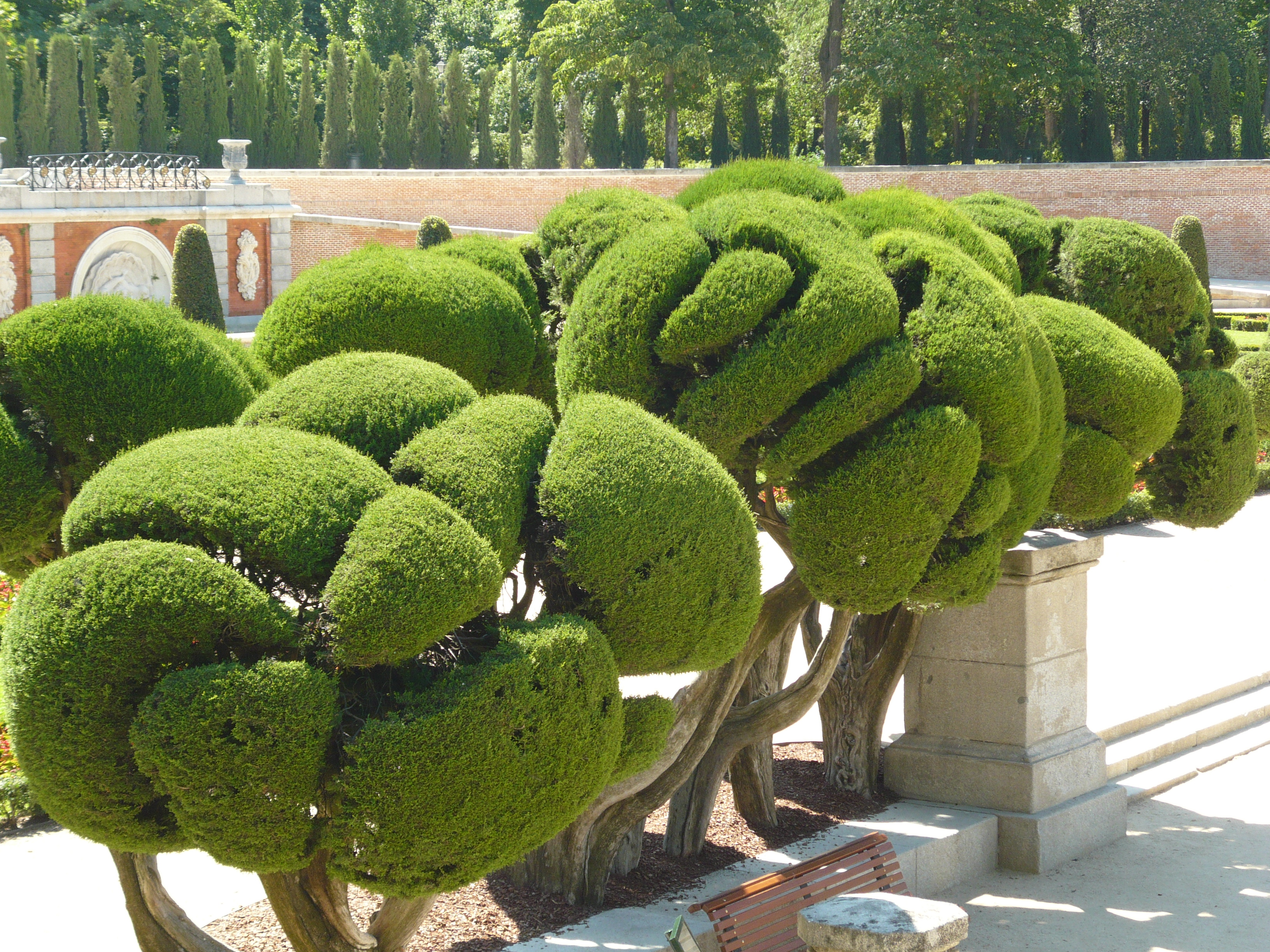
Cupressus en el parque del Retiro, Madrid.
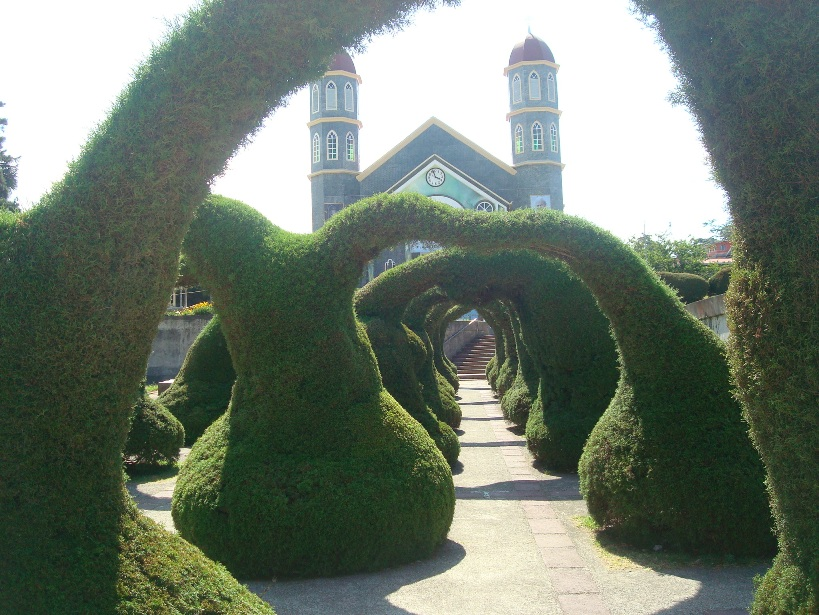
Parque Evangelista Blanco en Zarcero, Costa Rica.
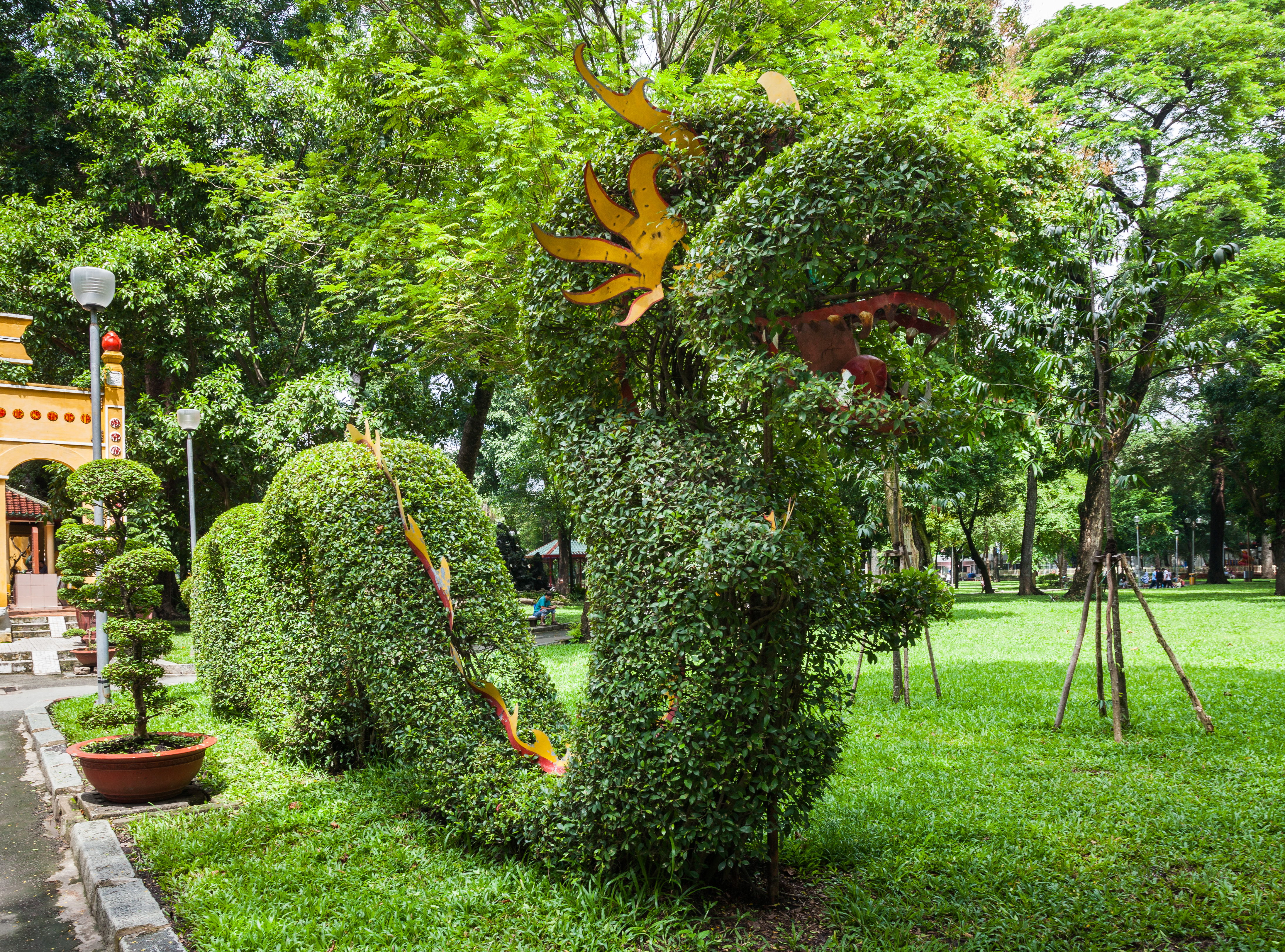
Parque Tao Dan, Ciudad Ho Chi Minh, Vietnam.
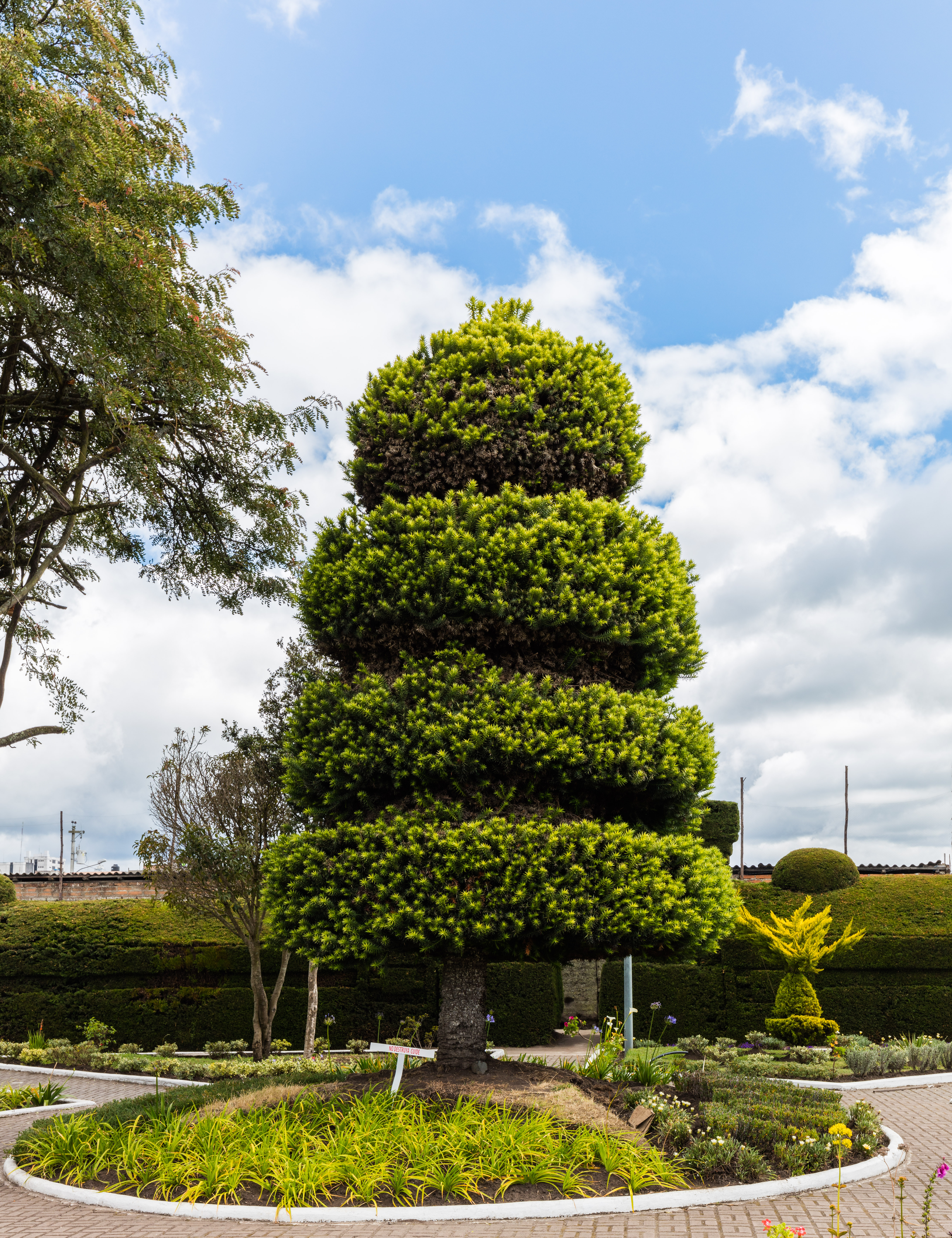
Cementerio de Tulcán, Ecuador.